# Сборная Футбольной лиги Англии
Сборная Футбольной лиги Англии (англ. The Football League XI) — футбольная команда, которая собиралась из представителей клубов, входивших в Футбольную лигу Англии. Команда регулярно играла против сборной Шотландской футбольной лиги, а также сборных других футбольных лиг с 1892 по 1990 год.

## История
Свой первый матч сборная Футбольной лиги Англии провела 20 апреля 1891 года против сборной Футбольного альянса. Он завершился вничью со счётом 1:1. Год спустя, 11 апреля 1892 года сборная Футбольной лиги провела свою первую игру против сборной Шотландской футбольной лиги. В том матче за сборную Футбольной лиги Англии сыграли три шотландца: Доналд Гау, Вилли Гроувз и Том Макиннес, все они выступали за английские клубы. Однако эта практика не повторялась ещё долгие годы, и шотландцы не вызывались в сборную Футбольной лиги Англии до 1960-х годов.
Матчи между сборными лиг Англии и Шотландии долгое время были достаточно принципиальными, уступая по значимости только противостоянию национальных футбольных сборных этих стран. После Второй мировой войны, особенно после учреждения еврокубков, эти матчи в значительной мере утратили интерес со стороны зрителей и проводились всё реже. Последний матч между Футбольными лигами Англии и Шотландии прошёл 17 марта 1976 года.
Помимо матчей между сборными национальных лиг проводились матчи в честь различных памятных событий или юбилеев. 24 мая 1963 года сборная Футбольной лиги Англии сыграла против национальной сборной Англии. Матч был проведён в рамках празднования 100-летнего юбилея Футбольной ассоциации Англии, он завершился вничью со счётом 3:3.
В мае 1977 года сборная Футбольной лиги Англии провела матч против сборной Футбольной ассоциации Глазго в честь 25-летия восшествия на трон Елизаветы II; сборная Глазго одержала победу в той игре со счётом 2:1
8 августа 1987 года сборная Футбольной лиги провела матч против сборной мира, обыграв последнюю на стадионе «Уэмбли» со счётом 3:0. Тот матч был частью Турнира столетия Футбольной лиги, прошедшего в 1987 году в честь столетнего юбилея Футбольной лиги Англии.
Последняя игра сборной Футбольной лиги Англии прошла 16 января 1991 года в Неаполе. Впоследствии проходили матчи молодёжных сборных, например, в 2006 году прошёл матч между сборной Футбольной лиги Англии до 21 года против соперников из Италии.

## Список матчей
Победитель матча отмечен полужирным шрифтом
| №   | Дата             | Хозяева                     | Счёт | Гости                             | Город             | Стадион           |
| --- | ---------------- | --------------------------- | ---- | --------------------------------- | ----------------- | ----------------- |
| 1   | 20 апреля 1891   | Футбольный альянс           | 1:1  | Футбольная лига Англии            | Шеффилд           | Олив Гроув        |
| 2   | 11 апреля 1892   | Футбольная лига Англии      | 2:2  | Шотландская футбольная лига       | Болтон            | Пайкс Лейн        |
| 3   | 8 апреля 1893    | Шотландская футбольная лига | 3:4  | Футбольная лига Англии            | Глазго            | Селтик Парк       |
| 4   | 10 февраля 1894  | Ирландская футбольная лига  | 2:4  | Футбольная лига Англии            | Белфаст           | Баллинафей Граунд |
| 5   | 21 апреля 1894   | Футбольная лига Англии      | 1:1  | Шотландская футбольная лига       | Ливерпуль         | Гудисон Парк      |
| 6   | 13 апреля 1895   | Шотландская футбольная лига | 1:4  | Футбольная лига Англии            | Глазго            | Селтик Парк       |
| 7   | 9 ноября 1895    | Футбольная лига Англии      | 2:2  | Ирландская футбольная лига        | Сток-он-Трент     | Виктория Граунд   |
| 8   | 11 апреля 1896   | Футбольная лига Англии      | 5:1  | Шотландская футбольная лига       | Ливерпуль         | Гудисон Парк      |
| 9   | 7 ноября 1896    | Ирландская футбольная лига  | 0:2  | Футбольная лига Англии            | Белфаст           | Овал              |
| 10  | 24 апреля 1897   | Шотландская футбольная лига | 3:0  | Футбольная лига Англии            | Глазго            | Айброкс Парк      |
| 11  | 6 ноября 1897    | Футбольная лига Англии      | 8:1  | Ирландская футбольная лига        | Манчестер         | Хайд Роуд         |
| 12  | 9 апреля 1898    | Футбольная лига Англии      | 1:2  | Шотландская футбольная лига       | Бирмингем         | Вилла Парк        |
| 13  | 5 ноября 1898    | Ирландская футбольная лига  | 1:5  | Футбольная лига Англии            | Белфаст           | Гросвенор Парк    |
| 14  | 1 апреля 1899    | Шотландская футбольная лига | 1:4  | Футбольная лига Англии            | Глазго            | Селтик Парк       |
| 15  | 11 ноября 1899   | Футбольная лига Англии      | 3:1  | Ирландская футбольная лига        | Болтон            | Бернден Парк      |
| 16  | 31 марта 1900    | Футбольная лига Англии      | 2:2  | Шотландская футбольная лига       | Лондон            | Кристал Пэлас     |
| 17  | 10 ноября 1900   | Ирландская футбольная лига  | 2:4  | Футбольная лига Англии            | Белфаст           | Солитьюд          |
| 18  | 16 марта 1901    | Шотландская футбольная лига | 6:2  | Футбольная лига Англии            | Глазго            | Айброкс Парк      |
| 19  | 9 ноября 1901    | Футбольная лига Англии      | 9:0  | Ирландская футбольная лига        | Лондон            | Мейнор Граунд     |
| 20  | 8 марта 1902     | Футбольная лига Англии      | 6:3  | Шотландская футбольная лига       | Ньюкасл-апон-Тайн | Сент-Джеймс-Парк  |
| 21  | 11 октября 1902  | Ирландская футбольная лига  | 2:3  | Футбольная лига Англии            | Белфаст           | Солитьюд          |
| 22  | 14 марта 1903    | Шотландская футбольная лига | 0:3  | Футбольная лига Англии            | Глазго            | Селтик Парк       |
| 23  | 10 октября 1903  | Футбольная лига Англии      | 2:1  | Ирландская футбольная лига        | Брадфорд          | Вэлли Пэрейд      |
| 24  | 4 апреля 1904    | Футбольная лига Англии      | 2:1  | Шотландская футбольная лига       | Манчестер         | Бэнк Стрит        |
| 25  | 15 октября 1904  | Ирландская футбольная лига  | 0:2  | Футбольная лига Англии            | Белфаст           | Гросвенор Парк    |
| 26  | 11 марта 1905    | Шотландская футбольная лига | 2:3  | Футбольная лига Англии            | Глазго            | Хэмпден Парк      |
| 27  | 14 октября 1905  | Футбольная лига Англии      | 4:0  | Ирландская футбольная лига        | Манчестер         | Хайд Роуд         |
| 28  | 24 марта 1906    | Футбольная лига Англии      | 6:2  | Шотландская футбольная лига       | Лондон            | Стэмфорд Бридж    |
| 29  | 13 октября 1906  | Ирландская футбольная лига  | 0:6  | Футбольная лига Англии            | Белфаст           | Солитьюд          |
| 30  | 2 марта 1907     | Шотландская футбольная лига | 0:0  | Футбольная лига Англии            | Глазго            | Айброкс Парк      |
| 31  | 12 октября 1907  | Футбольная лига Англии      | 6:3  | Ирландская футбольная лига        | Сандерленд        | Рокер Парк        |
| 32  | 29 февраля 1908  | Футбольная лига Англии      | 2:0  | Шотландская футбольная лига       | Бирмингем         | Вилла Парк        |
| 33  | 10 октября 1908  | Ирландская футбольная лига  | 0:5  | Футбольная лига Англии            | Белфаст           | Солитьюд          |
| 34  | 27 февраля 1909  | Шотландская футбольная лига | 3:1  | Футбольная лига Англии            | Глазго            | Селтик Парк       |
| 35  | 9 октября 1909   | Футбольная лига Англии      | 8:1  | Ирландская футбольная лига        | Олдем             | Баундари Парк     |
| 36  | 26 февраля 1910  | Футбольная лига Англии      | 2:3  | Шотландская футбольная лига       | Блэкберн          | Ивуд Парк         |
| 37  | 11 апреля 1910   | Футбольная лига Англии      | 2:2  | Южная футбольная лига             | Лондон            | Стэмфорд Бридж    |
| 38  | 8 октября 1910   | Ирландская футбольная лига  | 2:6  | Футбольная лига Англии            | Белфаст           | Селтик Парк       |
| 39  | 14 ноября 1910   | Футбольная лига Англии      | 2:3  | Южная футбольная лига             | Лондон            | Уайт Харт Лейн    |
| 40  | 4 марта 1911     | Шотландская футбольная лига | 1:1  | Футбольная лига Англии            | Глазго            | Айброкс Парк      |
| 41  | 9 октября 1911   | Футбольная лига Англии      | 2:1  | Южная футбольная лига             | Сток-он-Трент     | Виктория Граунд   |
| 42  | 16 октября 1911  | Футбольная лига Англии      | 4:0  | Ирландская футбольная лига        | Ливерпуль         | Энфилд            |
| 43  | 17 февраля 1912  | Футбольная лига Англии      | 2:0  | Шотландская футбольная лига       | Мидлсбро          | Эйрсом Парк       |
| 44  | 30 сентября 1912 | Футбольная лига Англии      | 2:1  | Южная футбольная лига             | Манчестер         | Олд Траффорд      |
| 45  | 23 октября 1912  | Ирландская футбольная лига  | 0:0  | Футбольная лига Англии            | Белфаст           | Овал              |
| 46  | 1 марта 1913     | Шотландская футбольная лига | 4:1  | Футбольная лига Англии            | Глазго            | Хэмпден Парк      |
| 47  | 1 октября 1913   | Ирландская футбольная лига  | 0:2  | Футбольная лига Англии            | Белфаст           | Солитьюд          |
| 48  | 9 февраля 1914   | Футбольная лига Англии      | 3:1  | Южная футбольная лига             | Лондон            | Ден               |
| 49  | 21 марта 1914    | Футбольная лига Англии      | 2:3  | Шотландская футбольная лига       | Бернли            | Терф Мур          |
| 50  | 7 октября 1914   | Футбольная лига Англии      | 2:1  | Ирландская футбольная лига        | Уэст-Бромидж      | Хоторнс           |
| 51  | 26 октября 1914  | Футбольная лига Англии      | 2:1  | Южная футбольная лига             | Лондон            | Хайбери           |
| 52  | 20 марта 1915    | Шотландская футбольная лига | 1:4  | Футбольная лига Англии            | Глазго            | Селтик Парк       |
| 53  | 11 ноября 1916   | Сборная Маккракена          | 1:2  | Футбольная лига Англии            | Ньюкасл-апон-Тайн | Сент-Джеймс Парк  |
| 54  | 22 февраля 1919  | Футбольная лига Англии      | 3:1  | Южная футбольная лига             | Бирмингем         | Сент-Эндрюс       |
| 55  | 5 апреля 1909    | Шотландская футбольная лига | 3:2  | Футбольная лига Англии            | Глазго            | Айброкс Парк      |
| 56  | 19 ноября 1911   | Футбольная лига Англии      | 2:2  | Ирландская футбольная лига        | Ливерпуль         | Энфилд            |
| 57  | 20 марта 1920    | Шотландская футбольная лига | 0:4  | Футбольная лига Англии            | Глазго            | Селтик Парк       |
| 58  | 12 марта 1921    | Футбольная лига Англии      | 1:0  | Шотландская футбольная лига       | Лондон            | Хайбери           |
| 59  | 1 октября 1921   | Ирландская футбольная лига  | 0:1  | Футбольная лига Англии            | Белфаст           | Овал              |
| 60  | 18 марта 1922    | Шотландская футбольная лига | 0:3  | Футбольная лига Англии            | Глазго            | Айброкс Парк      |
| 61  | 4 октября 1922   | Футбольная лига Англии      | 5:1  | Ирландская футбольная лига        | Болтон            | Бернден Парк      |
| 62  | 17 февраля 1923  | Футбольная лига Англии      | 2:1  | Шотландская футбольная лига       | Ньюкасл-апон-Тайн | Сент-Джеймс-Парк  |
| 63  | 29 сентября 1923 | Ирландская футбольная лига  | 2:6  | Футбольная лига Англии            | Белфаст           | Уиндзор Парк      |
| 64  | 15 марта 1924    | Шотландская футбольная лига | 1:1  | Футбольная лига Англии            | Глазго            | Айброкс Парк      |
| 65  | 11 октября 1924  | Ирландская футбольная лига  | 0:5  | Футбольная лига Англии            | Белфаст           | Солитьюд          |
| 66  | 14 марта 1925    | Футбольная лига Англии      | 4:3  | Шотландская футбольная лига       | Ливерпуль         | Гудисон Парк      |
| 67  | 7 октября 1925   | Футбольная лига Англии      | 5:1  | Ирландская футбольная лига        | Ливерпуль         | Энфилд            |
| 68  | 13 марта 1926    | Шотландская футбольная лига | 0:2  | Футбольная лига Англии            | Глазго            | Селтик Парк       |
| 69  | 9 октября 1926   | Ирландская футбольная лига  | 1:6  | Футбольная лига Англии            | Белфаст           | Селтик Парк       |
| 70  | 19 марта 1927    | Футбольная лига Англии      | 2:2  | Шотландская футбольная лига       | Лестер            | Филберт Стрит     |
| 71  | 21 сентября 1927 | Футбольная лига Англии      | 9:1  | Ирландская футбольная лига        | Ньюкасл-апон-Тайн | Сент-Джеймс-Парк  |
| 72  | 10 марта 1928    | Шотландская футбольная лига | 2:6  | Футбольная лига Англии            | Глазго            | Айброкс Парк      |
| 73  | 22 сентября 1928 | Ирландская футбольная лига  | 0:5  | Футбольная лига Англии            | Белфаст           | Уиндзор Парк      |
| 74  | 7 ноября 1928    | Футбольная лига Англии      | 2:1  | Шотландская футбольная лига       | Бирмингем         | Вилла Парк        |
| 75  | 25 сентября 1929 | Футбольная лига Англии      | 7:2  | Ирландская футбольная лига        | Ливерпуль         | Гудисон Парк      |
| 76  | 2 ноября 1929    | Шотландская футбольная лига | 2:1  | Футбольная лига Англии            | Глазго            | Айброкс Парк      |
| 77  | 24 сентября 1930 | Ирландская футбольная лига  | 2:2  | Футбольная лига Англии            | Белфаст           | Уиндзор Парк      |
| 78  | 5 ноября 1930    | Футбольная лига Англии      | 7:3  | Шотландская футбольная лига       | Лондон            | Уайт Харт Лейн    |
| 79  | 23 сентября 1931 | Футбольная лига Англии      | 4:0  | Ирландская футбольная лига        | Блэкпул           | Блумфилд Роуд     |
| 80  | 7 ноября 1931    | Шотландская футбольная лига | 4:3  | Футбольная лига Англии            | Глазго            | Селтик Парк       |
| 81  | 1 октября 1932   | Ирландская футбольная лига  | 2:5  | Футбольная лига Англии            | Белфаст           | Уиндзор Парк      |
| 82  | 9 ноября 1932    | Футбольная лига Англии      | 0:3  | Шотландская футбольная лига       | Манчестер         | Мейн Роуд         |
| 83  | 4 октября 1933   | Футбольная лига Англии      | 4:0  | Ирландская футбольная лига        | Престон           | Дипдейл           |
| 84  | 10 февраля 1934  | Шотландская футбольная лига | 2:2  | Футбольная лига Англии            | Глазго            | Айброкс Парк      |
| 85  | 19 сентября 1934 | Ирландская футбольная лига  | 1:6  | Футбольная лига Англии            | Белфаст           | Овал              |
| 86  | 31 октября 1934  | Футбольная лига Англии      | 2:1  | Шотландская футбольная лига       | Лондон            | Стэмфорд Бридж    |
| 87  | 10 мая 1935      | Футбольная лига Англии      | 10:2 | Уэльс/Вся Ирландия                | Ливерпуль         | Гудисон Парк      |
| 88  | 25 сентября 1935 | Футбольная лига Англии      | 1:2  | Ирландская футбольная лига        | Блэкпул           | Блумфилд Роуд     |
| 89  | 30 октября 1935  | Шотландская футбольная лига | 2:2  | Футбольная лига Англии            | Глазго            | Айброкс Парк      |
| 90  | 23 сентября 1936 | Ирландская футбольная лига  | 3:2  | Футбольная лига Англии            | Белфаст           | Уиндзор Парк      |
| 91  | 21 октября 1936  | Футбольная лига Англии      | 2:0  | Шотландская футбольная лига       | Ливерпуль         | Гудисон Парк      |
| 92  | 22 сентября 1937 | Шотландская футбольная лига | 1:0  | Футбольная лига Англии            | Глазго            | Айброкс Парк      |
| 93  | 6 октября 1937   | Футбольная лига Англии      | 3:0  | Ирландская футбольная лига        | Блэкпул           | Блумфилд Роуд     |
| 94  | 21 сентября 1938 | Ирландская футбольная лига  | 2:8  | Футбольная лига Англии            | Белфаст           | Уиндзор Парк      |
| 95  | 2 ноября 1938    | Футбольная лига Англии      | 3:1  | Шотландская футбольная лига       | Вулвергемптон     | Молинью           |
| 96  | 4 ноября 1939    | Футбольная лига Англии      | 3:3  | Всебританская сборная             | Ливерпуль         | Гудисон Парк      |
| 97  | 26 декабря 1939  | Футбольная лига Англии      | 3:2  | Всебританская сборная             | Вулвергемптон     | Молинью           |
| 98  | 2 марта 1940     | Футбольная лига Англии      | 4:4  | Всебританская сборная             | Брадфорд          | Парк Авеню        |
| 99  | 9 марта 1940     | Футбольная лига Англии      | 2:5  | Сборная Британской армии          | Ливерпуль         | Энфилд            |
| 100 | 22 марта 1940    | Футбольная лига Англии      | 1:1  | Всебританская сборная             | Блэкпул           | Блумфилд Роуд     |
| 101 | 18 января 1941   | Футбольная лига Англии      | 5:3  | Всебританская сборная             | Шеффилд           | Хиллсборо         |
| 102 | 19 апреля 1941   | Футбольная лига Англии      | 9:7  | Всебританская сборная             | Ливерпуль         | Энфилд            |
| 103 | 11 октября 1941  | Футбольная лига Англии      | 3:2  | Шотландская южная футбольная лига | Блэкпул           | Блумфилд Роуд     |
| 104 | 2 мая 1942       | Футбольная лига Англии      | 5:3  | Сборная Западного командования    | Вулвергемптон     | Молинью           |
| 105 | 6 июня 1942      | Бристоль Сити               | 3:8  | Футбольная лига Англии            | Бристоль          | Аштон Гейт        |
| 106 | 17 октября 1942  | Футбольная лига Англии      | 9:2  | Сборная Северного командования    | Йорк              | Бутем Крезент     |
| 107 | 28 ноября 1942   | Футбольная лига Англии      | 0:2  | Сборная Западного командования    | Кардифф           | Ниниан Парк       |
| 108 | 13 февраля 1943  | Футбольная лига Англии      | 2:2  | Сборная Восточного командования   | Портмен Роуд      | Ипсуич            |
| 109 | 19 февраля 1947  | Футбольная лига Англии      | 4:2  | Ирландская футбольная лига        | Ливерпуль         | Гудисон Парк      |
| 110 | 12 марта 1947    | Шотландская футбольная лига | 1:3  | Футбольная лига Англии            | Глазго            | Хэмпден Парк      |
| 111 | 30 апреля 1947   | Футбольная лига Ирландии    | 1:3  | Футбольная лига Англии            | Дублин            | Далимаунт Парк    |
| 112 | 22 октября 1947  | Ирландская футбольная лига  | 3:4  | Футбольная лига Англии            | Белфаст           | Уиндзор Парк      |
| 113 | 14 марта 1948    | Футбольная лига Англии      | 1:1  | Шотландская футбольная лига       | Ньюкасл-апон-Тайн | Сент-Джеймс Парк  |
| 114 | 14 апреля 1948   | Футбольная лига Англии      | 4:0  | Ирландская футбольная лига        | Престон           | Дипдейл           |
| 115 | 20 сентября 1948 | Футбольная лига Англии      | 5:1  | Ирландская футбольная лига        | Блэкпул           | Энфилд            |
| 116 | 23 марта 1949    | Шотландская футбольная лига | 0:3  | Футбольная лига Англии            | Глазго            | Айброкс Парк      |
| 117 | 4 мая 1949       | Футбольная лига Ирландии    | 0:5  | Футбольная лига Англии            | Дублин            | Далимаунт Парк    |
| 118 | 15 февраля 1950  | Футбольная лига Англии      | 7:0  | Футбольная лига Ирландии          | Вулвергемптон     | Молинью Парк      |
| 119 | 22 марта 1950    | Футбольная лига Англии      | 3:1  | Шотландская футбольная лига       | Мидлсбро          | Эйрсом Парк       |
| 120 | 26 апреля 1950   | Ирландская футбольная лига  | 1:3  | Футбольная лига Англии            | Белфаст           | Уиндзор Парк      |
| 121 | 18 октября 1950  | Футбольная лига Англии      | 6:3  | Ирландская футбольная лига        | Блэкпул           | Блумфилд Роуд     |
| 122 | 29 ноября 1950   | Шотландская футбольная лига | 1:0  | Футбольная лига Англии            | Глазго            | Айброкс Парк      |
| 123 | 4 апреля 1951    | Футбольная лига Ирландии    | 0:1  | Футбольная лига Англии            | Дублин            | Далимаунт Парк    |
| 124 | 10 октября 1951  | Футбольная лига Англии      | 9:1  | Футбольная лига Ирландии          | Ливерпуль         | Гудисон Парк      |
| 125 | 31 октября 1951  | Футбольная лига Англии      | 2:1  | Шотландская футбольная лига       | Шеффилд           | Хиллсборо         |
| 126 | 26 марта 1952    | Ирландская футбольная лига  | 0:9  | Футбольная лига Англии            | Белфаст           | Уиндзор Парк      |
| 127 | 24 сентября 1952 | Футбольная лига Англии      | 7:1  | Ирландская футбольная лига        | Вулвергемптон     | Молинью           |
| 128 | 17 марта 1953    | Футбольная лига Ирландии    | 0:2  | Футбольная лига Англии            | Дублин            | Далимаунт Парк    |
| 129 | 25 марта 1953    | Шотландская футбольная лига | 1:0  | Футбольная лига Англии            | Глазго            | Айброкс Парк      |
| 130 | 5 мая 1953       | Датская футбольная лига     | 0:4  | Футбольная лига Англии            | Копенгаген        | Идретспарк        |

## Статистика по соперникам
| Соперник                             | И  | В  | Н  | П  | % В  | % Н  | % П  |
| ------------------------------------ | -- | -- | -- | -- | ---- | ---- | ---- |
| Сборная Шотландской футбольной лиги  | 75 | 42 | 14 | 19 | 56   | 18,7 | 25,3 |
| / Сборная Ирландской футбольной лиги | 63 | 54 | 6  | 3  | 85,7 | 9,5  | 4,8  |
| Сборная Футбольной лиги Ирландии     | 17 | 14 | 2  | 1  | 82,4 | 11,8 | 5,9  |
| Сборная Серии A / Серии B            | 13 | x  | x  | x  | x    | x    | x    |
| Сборная Южной футбольной лиги        | 6  | 4  | 1  | 1  | 66,7 | 16,7 | 16,7 |
| Сборная Британской армии             | 2  | 2  | 0  | 0  | 100  | 0    | 0    |
| Сборная Футбольного альянса          | 1  | 0  | 1  | 0  | 0    | 100  | 0    |
| / Сборные Уэльса и Ирландии          | 1  | 1  | 0  | 0  | 100  | 0    | 0    |
| Сборная Англии                       | 1  | 0  | 1  | 0  | 0    | 100  | 0    |
| Сборная Глазго                       | 1  | 0  | 0  | 1  | 0    | 0    | 100  |
| Сборная мира                         | 1  | 1  | 0  | 0  | 100  | 0    | 0    |

## Комментарии
1. ↑  Сюда включены два матча, сыгранных в 1919 году в честь победы в Первой мировой войне и один матч, сыгранный во время Второй мировой войны. Во время Первой и Второй мировых войн официальные турниры в Англии были отменены.